# Попов, Владимир Иванович (мультипликатор)
Влади́мир Ива́нович Попо́в (5 июня 1930, Москва — 1 апреля 1987) — советский режиссёр и художник мультипликационного кино, сценарист. Заслуженный деятель искусств РСФСР (1986 год)

## Биография
В 1952 году поступил на киностудию «Союзмультфильм» учеником. Работал прорисовщиком, мультипликатором, а с 1968 года начинает работать режиссёром, сначала с режиссёром Владимиром Пекарем, а с 1975 года — самостоятельно.
Скончался 1 апреля 1987 года. Похоронен в Москве на Ваганьковском кладбище  (участок 60).
Многие работы Попова решены в юмористическом ключе: «Бобик в гостях у Барбоса» (1977), «Трое из Простоквашино» (1978), «Приключения Васи Куролесова» (1981), «Мы с Шерлоком Холмсом» (1985).

## Фильмография

### Режиссёр
- 1960 — Мук (Мультипликационный Крокодил) № 1
- 1961 — Впервые на арене
- 1961 — Мук (Мультипликационный Крокодил) № 5
- 1966 — Буквы из ящика радиста
- 1968 — Случилось это зимой
- 1969 — Для любителей рыбной ловли[3]
- 1969 — Дети и сказки[4]
- 1969 — Умка
- 1970 — Умка ищет друга
- 1970 — По щучьему велению
- 1971 — Приключения красных галстуков
- 1972 — Ты враг или друг?
- 1973 — Сокровища затонувших кораблей
- 1973 — Что страшнее?
- 1974 — Сказка за сказкой
- 1975 — Верните Рекса
- 1975 — Радуга
- 1976 — О том, как гном покинул дом и…
- 1977 — Бобик в гостях у Барбоса
- 1978 — Трое из Простоквашино
- 1980 — Каникулы в Простоквашино
- 1981 — Приключения Васи Куролесова
- 1983 — От двух до пяти
- 1984 — Зима в Простоквашино
- 1985 — Мы с Шерлоком Холмсом
- 1986 — Академик Иванов

### Режиссёр мультипликационных вставок
- 1962 — Дети Памира
- 1963 — Рассказы о Шевченко
- 1963 — Папа, мама, цирк и я...
- 1973 — 1976 — Сделано в Фитиле

### Сценарист
- 1966 — Буквы из ящика радиста
- 1981 — Приключения Васи Куролесова

### Художник-постановщик
- 1960 — Мук (Мультипликационный Крокодил) № 1
- 1961 — Впервые на арене
- 1961 — Мук (Мультипликационный Крокодил) № 5
- 1966 — Агент Г. С.
- 1966 — Буквы из ящика радиста
- 1967 — Приятного аппетита[4]
- 1968 — Случилось это зимой
- 1969 — Умка
- 1970 — По щучьему велению
- 1970 — Умка ищет друга
- 1971 — Приключения красных галстуков
- 1972 — Ты враг или друг?
- 1972 — Индекс
- 1974 — С бору по сосенке
- 1975 — Радуга

### Художник-мультипликатор
- 1954 – Мойдодыр
- 1955 – Храбрый заяц
- 1956 – Двенадцать месяцев
- 1958 – Сказка о Мальчише-Кибальчише
- 1959 – Янтарный замок
- 1959 – Приключения Буратино
- 1959 – Похитители красок
- 1959 – Новогоднее путешествие
- 1960 – Золотое пёрышко
- 1960 – Мук (Мультипликационный Крокодил) № 2
- 1960 – Светлячок № 1
- 1961 – Мук (Мультипликационный крокодил) № 4
- 1961 – Семейная хроника
- 1962 – Мир дому твоему
- 1963 – Папа, мама, цирк и я…
- 1963 – Следопыт
- 1964 – Дело №...
- 1964 – На краю тайны
- 1964 – Ситцевая улица
- 1965 – Светлячок № 6
- 1966 – Агент Г. С.
- 1966 – Жёлтик
- 1966 – Зайдите, пожалуйста!
- 1966 – Происхождение вида
- 1967 – Зеркальце
- 1967 – С кем поведёшься
- 1967 – Слонёнок
- 1968 – Чёрт попутал

### Сюжеты из киножурнала «Фитиль»

#### Режиссёр
- Клубок («Фитиль» № 2) (1962)
- Вирус равнодушия («Фитиль» № 3) (1962)
- Проболтали («Фитиль» № 12) (1963)
- Колобок («Фитиль» № 22) (1964)
- Чертовщина («Фитиль» № 77) (1968)
- Себе дороже («Фитиль» № 105) (1971)
- Грабёж среди белого дня («Фитиль» № 117) (1972)
- Надёжная деталь («Фитиль» № 188) (1978)
- Обыкновенное чудо («Фитиль» № 196) (1978)
- Мужчины и женщины («Фитиль» № 205) (1979)
- Волшебный ящик («Фитиль» № 211) (1979)
- Телетренаж («Фитиль» № 226) (1981)
- Технокрады («Фитиль» № 250) (1983)
- Осторожно! Пришельцы... («Фитиль» № 276) (1985)
- Шефская помощь («Фитиль» № 290) (1986)

#### Художник-постановщик
- Клубок («Фитиль» № 2) (1962)
- Вирус равнодушия («Фитиль» № 3) (1962)
- Проболтали («Фитиль» № 12) (1963)
- Колобок («Фитиль» № 22) (1964)
- Чертовщина («Фитиль» № 77) (1968)
- Себе дороже («Фитиль» № 105) (1971)
- Грабёж среди белого дня («Фитиль» № 117) (1972)

## Премии и награды
- Заслуженный деятель искусств РСФСР (26 декабря 1986 года)
- Государственная премия РСФСР имени братьев Васильевых (1989 — посмертно) — за фильмы о Простоквашино
- «Радуга» — На XI МКФ детских и юношеских фильмов в Тегеране (Иран), 1976 г.